# Музей современного искусства Торонто Канада
Музей современного искусства Торонто Канада (англ. Museum of Contemporary Art Toronto Canada), ранее Музей современного канадского искусства, M.O.C.C.A. (англ. Museum of Contemporary Canadian Art) — музей и художественная галерея в городе Торонто, в провинции Онтарио, в Канаде. Открыт в 1999 году. Является независимой зарегистрированной благотворительной организацией, которая имеет мандат на продвижение работ канадских и зарубежных художников, творчество которых связано с актуальными социальными темами и инновационными технологиями. Музей является филиалом Канадской ассоциации музеев, Ассоциации музеев Онтарио и Ассоциации художественных галерей Онтарио.
Музей современного канадского искусства был основан в бывшей картинной галерее Норт-Йорка. В 2005 году M.O.C.C.A. переместилась на территорию перестроенной текстильной фабрики в Куин-Уэст в центре Торонто . Городские власти вложили в реконструкцию здания полмиллиона долларов. В 2015 году здание было решено снести, а на его месте построить кондоминиумы. В это время M.O.C.C.A. организовала интерактивную выставку Дина Болдуина под названием «Яхт-клуб Куин-Уэст». Музей стал готовиться к переезду на новое место.
В 2016 году музей изменил своё название, и стал Музеем современного искусства Торонто Канада. В настоящее время коллекции музея постепенно перемещается на улицу Стерлинг-роуд в здание Тауэр Аутоматив на западе Торонто . Переезд был оплачен Фондом культурных пространств Канады. Открытие музея на новом месте планируется осенью 2017 года.
Собрание музея включает более восьмидесяти экспонатов и проектов около восьмисот художников. Коллекция включает произведения канадских авторов Сьюзи Лейк, Криса Найта, Гарольда Кландера, Барбары Астман, Уильяма Роналда, Барбары Макгивен, Тони Шермана, Джозефа Драпелла и многих других. Каждый год музей вручает премию M.O.C.C.A. в области современного искусства. В 2010 году награда была присуждена Эдварду Буртинскому, канадскому фотографу украинского происхождения.
В музее также проводятся групповые выставки работ зарубежных авторов. С 2001 года M.O.C.C.A. организовывает выставки и проекты за рубежом. Выставки произведений из коллекций музея прошли в США, Китае, Франции, Германии, Италии, Испании и на Тайване.